# Surinamische Badmintonmeisterschaft 2017
Die Surinamische Badmintonmeisterschaft 2017 fand vom 4. bis zum 5. November 2017 in Paramaribo statt. 

## Sieger und Platzierte
| Disziplin    | Gold                                  | Silber                              | Bronze                                 |
| ------------ | ------------------------------------- | ----------------------------------- | -------------------------------------- |
| Herreneinzel | Sören Opti                            | Gilmar Jones                        | Alroy Toney                            |
| Herreneinzel | Sören Opti                            | Gilmar Jones                        | Dylan Darmohoetomo                     |
| Dameneinzel  | Santusha Ramzan                       | Shemara Lindveld                    | Danielle Melchiot                      |
| Dameneinzel  | Santusha Ramzan                       | Shemara Lindveld                    | Mary-Ann Zhong                         |
| Herrendoppel | Dylan Darmohoetomo Gilmar Jones       | Irfan Djabar Mitchel Wongsodikromo  | Alroy Toney Kevin Zou                  |
| Herrendoppel | Dylan Darmohoetomo Gilmar Jones       | Irfan Djabar Mitchel Wongsodikromo  | Danny Chen Redon Coulor                |
| Damendoppel  | Crystal Leefmans Priscille Tjitrodipo | Shemara Lindveld Santusha Ramzan    | Caroline Jameson Sherifa Jameson       |
| Mixed        | Gilmar Jones Priscille Tjitrodipo     | Dylan Darmohoetomo Crystal Leefmans | Mitchel Wongsodikromo Shemara Lindveld |
| Mixed        | Gilmar Jones Priscille Tjitrodipo     | Dylan Darmohoetomo Crystal Leefmans | Alain Toney Caroline Jameson           |